# Жувене, Жан
Жан (III) Жувене́, Жан-Бати́ст Жувене́ (фр. Jean (III) Jouvenet, Jean-Baptiste Jouvenet; апрель 1644, Руан — 5 апреля 1717, Париж), в литературе называемый Великий (в другом переводе — Большой, Jouvenet le Grand) — французский живописец, ученик Шарля Лебрена, крупный представитель парижского академизма «большого стиля» эпохи правления короля Людовика XIV; мастер исторической картины на религиозные и мифологические сюжеты, декоратор-монументалист, также работал как портретист. Член большой семьи французских художников. Академик Королевской академии живописи и скульптуры (c 1675), бессменный ректор Академии с 1707 года.

## Семья художников Жувене
Члены семьи были родом из Италии, затем обосновались на севере Франции, в Нормандии. Лоран Жувене Первый, или Старый фр. Jean I Jouvenet dit le Vieux; ? — 1616) , был скульптором в Руане. Его сын и ученик, также скульптор и живописец — Ноэль Жувене Первый (?-1675). Известно, что в 1629 году он приобрёл в Руане дом (не сохранился). Считается, что он был первым учителем Никола Пуссена, хотя это предположение остаётся недоказанным.
Сын Ноэля — Лоран Жувене Второй, или Младший (le Jeune, 1609—1681), — скульптор и живописец, работавший в Руане, был женат на Катрин де Лёз.
Самый известный представитель семьи — живописец Жан-Батист Жувене (1644—1717), сын и ученик Лорана Второго, известный как Ле Гран (Большой), или Жан III, был женат на Мари Баронно. Его брат, по некоторым источникам однофамилец, Франсуа Жувене (1664—1749), живописец, ученик Жана ле Грана, поступил в Королевскую академию живописи и скульптуры в 1701 году, женился на Мари Эллен, писал портрет русского царя Петра I во время посещения им Парижа в 1717 году. Их сестра, дочь Лорана Второго, ученица Жана-Батиста Жувене, Мари Мадлен Жувене (ок. 1655—1698) — живописец, была замужем за художником Жаном Ресту Первым.
Известны и другие художники, члены этой семьи и их потомки: Франсуа-Дагобер Жувене; Ноэль Жувене Третий (умер в 1698), учился в Риме, в Академии Святого Луки, между 1685 и 1695 годами работал при дворе курфюрста Ганновера; Жан II Жувене; Катрин Жувене (? —1693), была замужем за Гийомом I Ле Вьелем (1640—1708), художником по стеклу, работавшим в Руане и Орлеане; Ноэль Жувене Второй, архитектор и скульптор королевских зданий; скульптор Исаак Жувене (ок.1660—1692) и другие.

## Биография Жана-Батиста Жувене
Жан-Батист Жувене родился в семье Лорана Жувене Младшего (le Jeune, 1609—1681) и Катрин де Лёз. Уже в ранние годы он демонстрировал художественные способности и в семнадцать лет, в 1661 году, был отправлен отцом в Париж, где поступил учеником в мастерскую первого живописца короля Шарля Лебрена. Высоко оценённым учителем, он принимал участие в нескольких важных работах, заказанных королём, и вошёл в команду декораторов королевских резиденций, таких как замок Сен-Жермен-ан-Ле, галерея Тюильри, Версальский дворец (роспись галереи новой Королевской капеллы в 1709 году). После смерти архитектора Жюля Ардуэна-Мансара в 1708 году он принял участие в проекте росписи церкви (позднее собора) Святого Людовика в Доме Инвалидов (cathédrale Saint-Louis-des-Invalides) в Париже организованном Шарлем де Лафосом, совместно с братьями Бон и Луи Булонями.
В 1673 году Жувене получил 2-ю премию Королевской академии живописи и скульптуры, через два года был избран в её члены, в 1681 году стал её профессором и, наконец, в 1707 году — бессменным ректором.
Король Людовик XIV, удовлетворённый его работами, значительно увеличил пенсию в 1200 ливров, которой он награждал Жувене в течение длительного времени. Однако в 1713 году правая рука художника была парализована в результате инсульта. Сетуя на то, что «меня лишили работы в то время, когда я только начинаю ощущать трудности своего искусства», он сумел овладеть навыками работы левой рукой, чтобы написать ещё несколько картин.
Жан Жувене умер 5 апреля 1717 года в Париже, в своём доме на набережной Малаке в Париже и был похоронен 7 апреля в присутствии Франсуа Жувене, «художника короля, его брата, и Бернара-Клода Лордело, адвоката в парламенте, его зятя».

Жан-Батист Жувене был одним из ведущих живописцев так называемого «большого стиля» эпохи Людовика XIV, соединяющего элементы классицизма и барокко, но более всего он следовал стилю Никола Пуссена. К числу его наиболее известных произведений принадлежат изображения двенадцати апостолов в церкви Дома Инвалидов, а также картины «Христос в доме Марфы в Марии», «Христос исцеляет немощных», «Снятие с креста», «Вознесение» и «Таинство елеосвящения», «Христос в доме Симона Фарисея», «Изгнание торговцев из Иерусалимского храма», «Чудесный лов рыбы» и «Воскрешение Лазаря». Последние по распоряжению короля Людовика XIV послужили основой для создания картонов, по которым на парижской Мануфактуре Гобеленов был вытканы шпалеры. Часть была подарена русскому царю Петру I (ныне в музее Академии художеств в Санкт-Петербурге).
В числе известных учеников Жувене были живописцы Никола Бертен, Гиацинт Коллин де Вермонт, Жан-Марк Натье и Жан II Ресту (приходившийся своему наставнику племянником по материнской линии), а также скульптор Клод-Огюстен Кайо.

## Галерея
- Венера в кузнице Вулкана. 1700. Холст, масло. Музей изящных искусств, Дижон
- Исаак благословляет Иакова. 1692. Холст, масло. Музей изящных искусств, Руан
- Вознесение. 1708. Холст, масло. Версаль
- Апофеоз Святого Луки Руанского. 1704. Холст, масло. Музей изящных искусств, Руан
- Воскрешение сына вдовы из Наина. 1708. Холст, масло. Капелла Св. Людовика, Версаль
- Сентенье у ног Христа. 1712. Холст, масло. Музей университета, Гринвилл, Калифорния
- Снятие с креста. 1714. Холст, масло. Музей августинцев, Тулуза